# Gouvernement Houphouët-Boigny III
Pour les articles homonymes, voir Gouvernement Houphouët-Boigny.
Première République
Houphouët-Boigny II Houphouët-Boigny IV
Le gouvernement Houphouët-Boigny III du 10 septembre 1963 est le troisième de la Première République. Il est composé de 11 membres, tous membres du PDCI-RDA.

## Composition
- Président de la République : Félix Houphouët-Boigny
- Ministre des Affaires étrangères : Félix Houphouët-Boigny
- Ministre de la Défense : Félix Houphouët-Boigny
- Ministre de l'Intérieur : Félix Houphouët-Boigny
- Ministre de l'Agriculture : Félix Houphouët-Boigny

### Ministre d'État
- Auguste Denise

### Ministres
- Garde des sceaux, ministre de la Justice : Nanlo Bamba
- Finances, Affaires économiques et Plan : Raphaël Saller
- Travaux publics, Construction, transports, Postes et Télécommunications : Alcide Kacou
- Forces armées, Jeunesse et Service civique : Blé Kouadio M’Bahia
- Éducation nationale : Lambert Amon Tanoh
- Santé publique et Population : N'Dia Koffi Blaise
- Fonction publique : Loua Diomandé
- Travail et Affaires sociales : Lancina Koné

### Délégué
- Délégué aux Affaires étrangères : Camille Alliali

## Source
- (fr) 3e gouvernement de Côte d'Ivoire Document officiel, pdf sur gouv.ci